# Anomaloglossus tepuyensis
Espèce
Synonymes
- Colostethus tepuyensis La Marca, 1997

Statut de conservation UICN

 DD  : Données insuffisantes
Anomaloglossus tepuyensis est une espèce d'amphibiens de la famille des Aromobatidae.

## Répartition
Cette espèce se rencontre à environ 1 650 m d'altitude sur le tepui Auyan dans l'État de Bolívar au Venezuela et sur le mont Ayanganna au Guyana. Elle.

## Étymologie
Son nom d'espèce, composé de tepuy et du suffixe latin -ensis, « qui vit dans, qui habite », lui a été donné en référence au lieu de sa découverte, le tepui Auyan.

## Publication originale
- La Marca, 1997 "1996" : Ranas del género Colostethus (Amphibia: Anura:Dendrobatidae) de la Guayana Venezolana con la descripción de siete especies nuevas. Publicaciones de la Asociación de Amigos de Doñana, vol. 9, p. 1-64.